# 香川県道156号西植田高松線
香川県道156号西植田高松線（かがわけんどう156ごう にしうえたたかまつせん）は、香川県高松市を通る一般県道である。

## 概要

### 路線データ
- 起点：香川県高松市西植田町（西植田町交差点、香川県道13号三木綾川線上、香川県道43号中徳三谷高松線交点）
- 終点：香川県高松市元山町（高松市元山町交差点、香川県道10号高松長尾大内線交点）
- 総延長：9.924 km

## 路線状況

### 重複区間
- 香川県道13号三木綾川線（高松市西植田町・西植田町交差点（起点） - 高松市池田町・高松市池田町交差点）
- 香川県道147号太田上町志度線（高松市六条町）

## 地理

### 通過する自治体
- 高松市

### 交差する道路
| 交差する道路                                                   | 交差する場所 | 交差する場所              |
| -------------------------------------------------------------- | ------------ | ------------------------- |
| 香川県道13号三木綾川線 重複区間起点 香川県道43号中徳三谷高松線 | 西植田町     | 西植田町交差点 / 起点     |
| 香川県道13号三木綾川線 重複区間終点                            | 池田町       | 高松市池田町交差点        |
| 香川県道12号三木国分寺線                                       | 川島本町     |                           |
| 香川県道147号太田上町志度線 重複区間起点                       | 六条町       |                           |
| 香川県道147号太田上町志度線 重複区間終点                       | 六条町       |                           |
| 国道11号 / 高松東バイパス                                      | 元山町       | 春日川新橋西詰交差点      |
| 香川県道10号高松長尾大内線                                     | 元山町       | 高松市元山町交差点 / 終点 |

### 交差する鉄道
- 高松琴平電気鉄道琴平線

### 沿線
- 高松市立植田小学校
- 高松市立協和中学校